# 吉村善美
吉村 善美（よしむら よしみ、男性、1964年（昭和39年）10月24日 - ）は、日本の政治家。大阪府富田林市長（2期目）。元大阪府議会議員（4期）、元富田林市議会議員（3期）。

## 来歴
大阪府富田林市出身。富田林市立新堂小学校、富田林市立第一中学校、大阪府立金剛高等学校卒業。高校時代はラグビー部に所属した。近畿大学法学部経営法学科卒業。
1991年（平成3年）4月、富田林市議会議員に26歳で初当選。当時の大阪府下最年少議員であった。
2003年（平成15年）4月、大阪府議会議員選挙に無所属で立候補し初当選。このとき、部落解放同盟の組織内議員であることを解放新聞(2003.04.21-2116)に報じられている。
2019年（平成31年）4月21日に行われた富田林市長選挙に自民党・公明党の推薦を得て立候補。新人2人を下し初当選した。5月1日、市長就任。
2023年（令和5年）4月16日、任期満了に伴う市長選挙が告示され、立候補した。他に立候補者がいなかったため無投票で再選された。

## 市政
- 2020年7月1日、LGBTなど性的少数者のカップルが婚姻に相当する関係にあると認める「パートナーシップ宣誓制度」を導入した[7]。